# Тилсон-Томас, Майкл
Майкл Ти́лсон-То́мас (Michael Tilson Thomas; 21 декабря 1944 года, Лос-Анджелес, США) — американский дирижёр, пианист и композитор. Внук еврейского актёра и певца Бориса Томашевского.

## Биография
Учился в Университете Южной Калифорнии у Ингольфа Даля. Работал ассистентом и вторым дирижёром на Байрёйтском фестивале. В 1969 году дебютировал с Бостонским симфоническим оркестром, заменив посредине концерта почувствовавшего себя дурно Уильяма Стайнберга, и до 1974 года работал с оркестром как второй дирижёр. С 1971 по 1979 год возглавлял Филармонический оркестр Баффало; в тот же период часто выступал с Нью-Йоркским филармоническим оркестром в рамках Молодёжных (семейных) утренних концертов. С 1981 по 1985 год — главный приглашённый дирижёр Лос-Анджелесского филармонического оркестра. В 1987 году основал в Майами Симфонический оркестр Нового Света (англ. New World Symphony Orchestra) — учебно-концертный центр для исполнителей с высшим музыкальным образованием, предназначенный для выработки у них навыков игры в оркестре. С 1988 по 1995 год — главный дирижёр Лондонского симфонического оркестра, затем его главный приглашённый дирижёр. С 1995 года руководит Сан-Францисским симфоническим оркестром.
Тилсон-Томас считается прежде всего специалистом по американской музыке. Он записал все симфонии Чарлза Айвза, постоянно исполняет с различными коллективами широкий круг произведений Аарона Копленда. В 1976 году записал Рапсодию в стиле блюз Джорджа Гершвина в оригинальной версии 1924 года (для джазового оркестра) с включением фортепианной партии, записанной автором в 1925 году. В 1984 году Тилсон-Томас осуществил первую запись значительного сочинения Стива Райха «Музыка пустыни»
15 апреля 2009 года Тилсон-Томас в Карнеги-холле дирижировал концертом симфонического оркестра, собранного интернет-сервисом YouTube из числа своих пользователей и включившего 96 музыкантов из более чем 30 стран мира.
Записи Тилсона-Томаса удостоены восьми премий «Грэмми»: в 1976 году он получил награду за лучшую запись хоровой музыки (Carmina Burana Карла Орфа с хором Кливлендского оркестра и Кливлендским хором мальчиков), в 1977 году — за лучшую запись симфонической музыки (сюита из балета Сергея Прокофьева «Ромео и Джульетта»), в 2000 году — альбом из произведений Игоря Стравинского («Жар-птица», «Весна священная», «Персефона») был удостоен наград в номинациях «Лучшая оркестровая запись» и «Лучший альбом классической музыки». В 2003, 2004 и 2006 годах премию получили осуществлённые Тилсоном-Томасом записи трёх симфоний Густава Малера.
В 1993 году Тилсон-Томас был удостоен Премии Дитсона за вклад в музыкальную жизнь США. Введён в Зал славы журнала Gramophone.
Тилсон-Томас является открытым геем и на протяжении более 30 лет живёт со своим партнёром и по совместительству менеджером Джошуа Робисоном, братом флейтистки Полы Робисон.
В марте 2022 Тилсон-Томас впервые объявил о том, что у него диагностирована глиобластома.